# فرناندو غارسيا (ملحن)
فرناندو غارسيا (بالإسبانية: Fernando García Arancibia)‏ هو ملحن تشيلي، ولد في 4 يوليو 1930 في سانتياغو في تشيلي.